# Richard Lucae

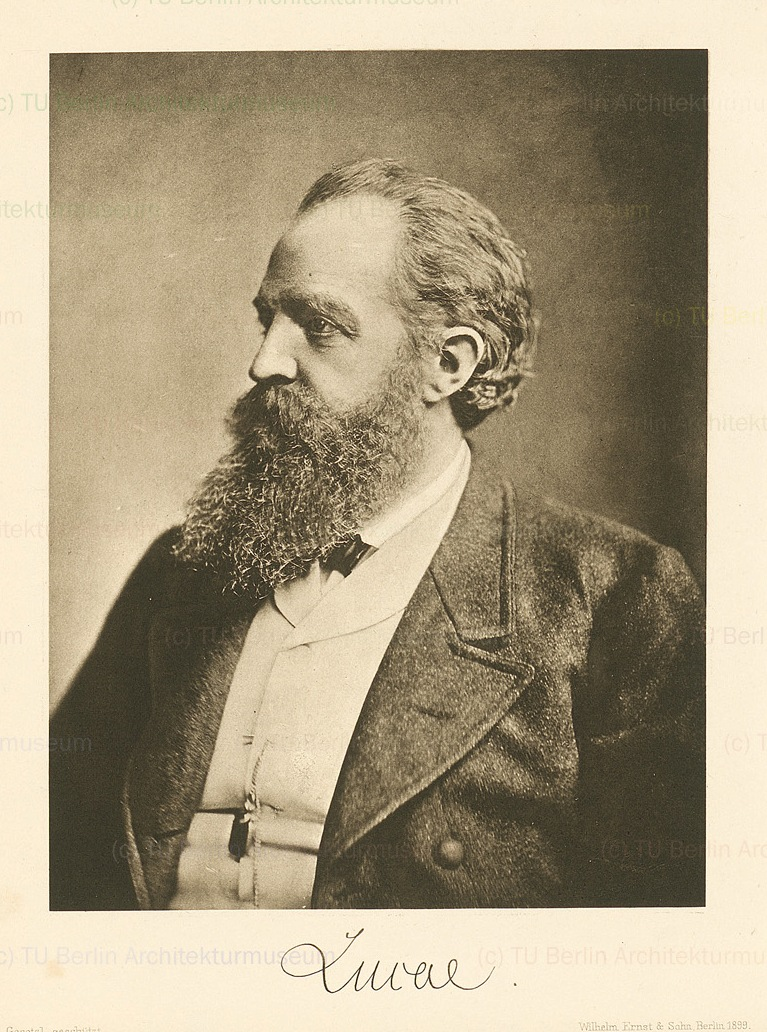
Richard Lucae.

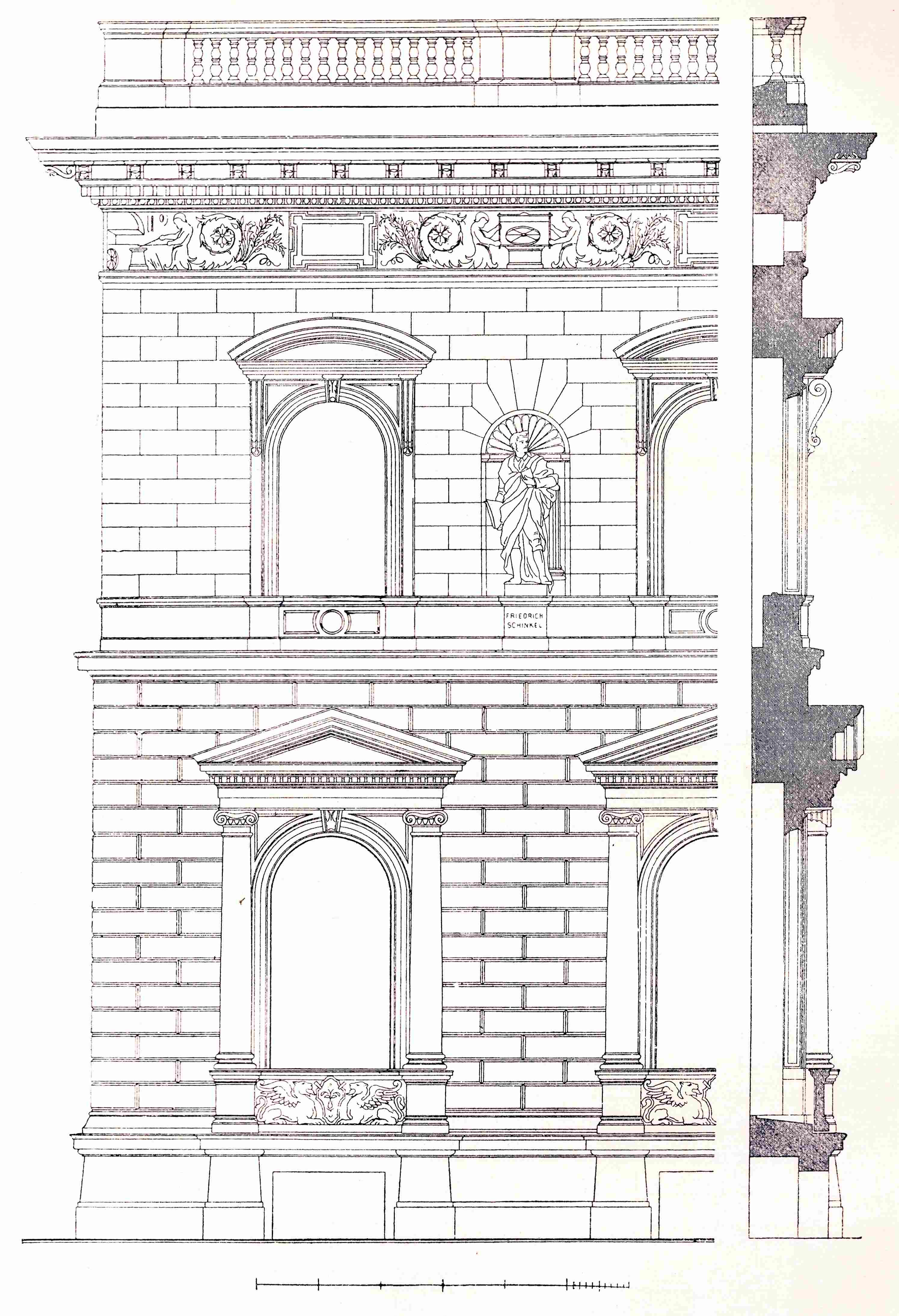
Palais Borsig, Berlin, fasad och snitt (1873).

Johannes Theodor Volcmar Richard Lucae, född 12 april 1829 i Berlin, död där 26 november 1877, var en tysk arkitekt. Han var bror till August Lucae.
Lucae studerade vid Bauakademie i Berlin och därefter för Ernst Friedrich Zwirner i Köln, blev 1862 vid och 1872 direktör för Berlins Bauakademie. Han intog en ledande ställning i huvudstadens arkitektvärld, och hans verksamhet blev av betydelse för utvecklingen av sunda principer och konstnärlig gedigenhet. Bland monumentala byggnader, som han utförde, märks i Frankfurt am Main Teatern och i Berlin Palais Borsig vid Voßstraße och Handelsministeriets nya fasad. Från att ha gått i Karl Friedrich Schinkels spår upptog han renässans- och även barockformer.